# Frances
Sophie Frances Cooke (27 de juny de 1993, Oxford), coneguda com a Frances, és una cantautora originària de Newbury (Berkshire), Anglaterra. Sophie Frances Cooke neix el 27 de juny de 1993 a Oxford però creix a Newbury (Berkshire) i assisteix a l'escola St Gabriel. Més tard estudia música al Liverpool Institute for Performing Arts.

## Carrera
L'agost de 2014 és l'artista destacada per la pista "Fire May Save You" del segell discogràfic francès Kitsuné. El senzill va ser llançat com a part d'un EP que contenia remescles de la mateixa pista. El juliol de 2015 treu l'EP "Grow" amb Communion Records. L'octubre de 2015 publica l'EP "Let it Out".
El novembre de 2015 està nominada a la llista dels Premis BRIT 2016: Premi de la Crítica. El desembre de 2015 està nominada al BBC Sound of 2016.

## Discografia
| Títol                | Detalls de l'àlbum                                                                                      |
| -------------------- | --- |
| Fire May Save You    | - Publicat: 1 de setembre de 2014 - Segell: Kitsuné - Formats: 10" vinil, descàrrega digital            |
| Grow                 | - Publicat: 10 de juliol de 2015 - Segell: Capitol - Formats: 10" vinil, descàrrega digital             |
| Let It Out           | - Publicat: 16 d'octubre de 2015 - Segell: CapitolDiscogràfica - Formats: 10" vinil, descàrrega digital |
| Don't Worry About Me | - Publicat: 20 June 2016 - Segell: Capitol - Formats: 10" vinil, descàrrega digital                     |

| Any  | Títol                  | Àlbum                |
| ---- | ---------------------- | -------------------- |
| 2014 | "Coming Up for Air"    | N/D                  |
| 2014 | "Fire May Save You"    | Fire May Save You    |
| 2015 | "Grow"                 | Grow                 |
| 2015 | "Let It Out"           | Let It Out           |
| 2015 | "Borrowed Time"        | N/D                  |
| 2016 | "Don't Worry About Me" | Don't Worry About Me |
| 2016 | "Drifting"             | N/D                  |
| 2016 | "Say It Again"         | N/D                  |

## Premis i nominacions
| Any  | Organització | Premi           | Resultat |
| ---- | ------------ | --------------- | -------- |
| 2016 | BRIT Awards  | Critic's Choice | Nominat  |
| 2016 | BBC          | Sound of...2016 | Nominat  |